# Réquiem (álbum de Fernando Ugarte)
Réquiem es un álbum de estudio del músico chileno Fernando Ugarte, lanzado en 1970 por el sello discográfico EMI Odeon. En 1972 se lanzó el sencillo «Volando / El amor un caminar» por el sello DICAP.
En las canciones «Camino del Viernes Santo» y «El extraño» toca a dúo con Andrés Opazo, amigo con quien fundó la banda de música litúrgica Los Perales, mientras que «El Cristo cercano» es interpretada junto con Opazo y Fernando Echegaray. En la contratapa del disco, Ugarte agradece a Opazo por su amistad y apoyo durante la grabación del disco.

## Lista de canciones
Toda la música compuesta por Fernando Ugarte, salvo que se indique lo contrario. 
| Lado A |                           |                               |          |  |
| N.º    | Título                    | Música                        | Duración |  |
| 1.     | «Réquiem»                 |                               | 1:35     |  |
| 2.     | «Ando buscando un camino» |                               | 2:25     |  |
| 3.     | «Como si fuera pan duro»  |                               | 2:51     |  |
| 4.     | «Mi canto de libertad»    |                               | 4:06     |  |
| 5.     | «Camino de Viernes Santo» | Esteban Gumucio, Andrés Opazo | 3:22     |  |
| 6.     | «Mi dulce Carolina»       |                               | 3:09     |  |
| 17:28  |                           |                               |          |  |

| Lado B |                            |                               |          |  |
| N.º    | Título                     | Música                        | Duración |  |
| 7.     | «Canto del profeta»        |                               | 3:22     |  |
| 8.     | «El Cristo cercano»        | Esteban Gumucio, Andrés Opazo | 3:04     |  |
| 9.     | «El extraño»               |                               | 3:35     |  |
| 10.    | «Las banderas»             |                               | 2:39     |  |
| 11.    | «Los amores del torrante»  |                               | 2:08     |  |
| 12.    | «Misia Toti Rerricagoitia» |                               | 1:55     |  |
| 13.    | «Volando»                  |                               | 2:43     |  |
| 14.    | «El amor un caminar»       |                               | 3:12     |  |
| 22:38  |                            |                               |          |  |

## Créditos
- Fernando Ugarte
- Andrés Opazo: temas 5, 8 y 9.
- Fernando Echegaray: tema 8.